# Ford Prefect

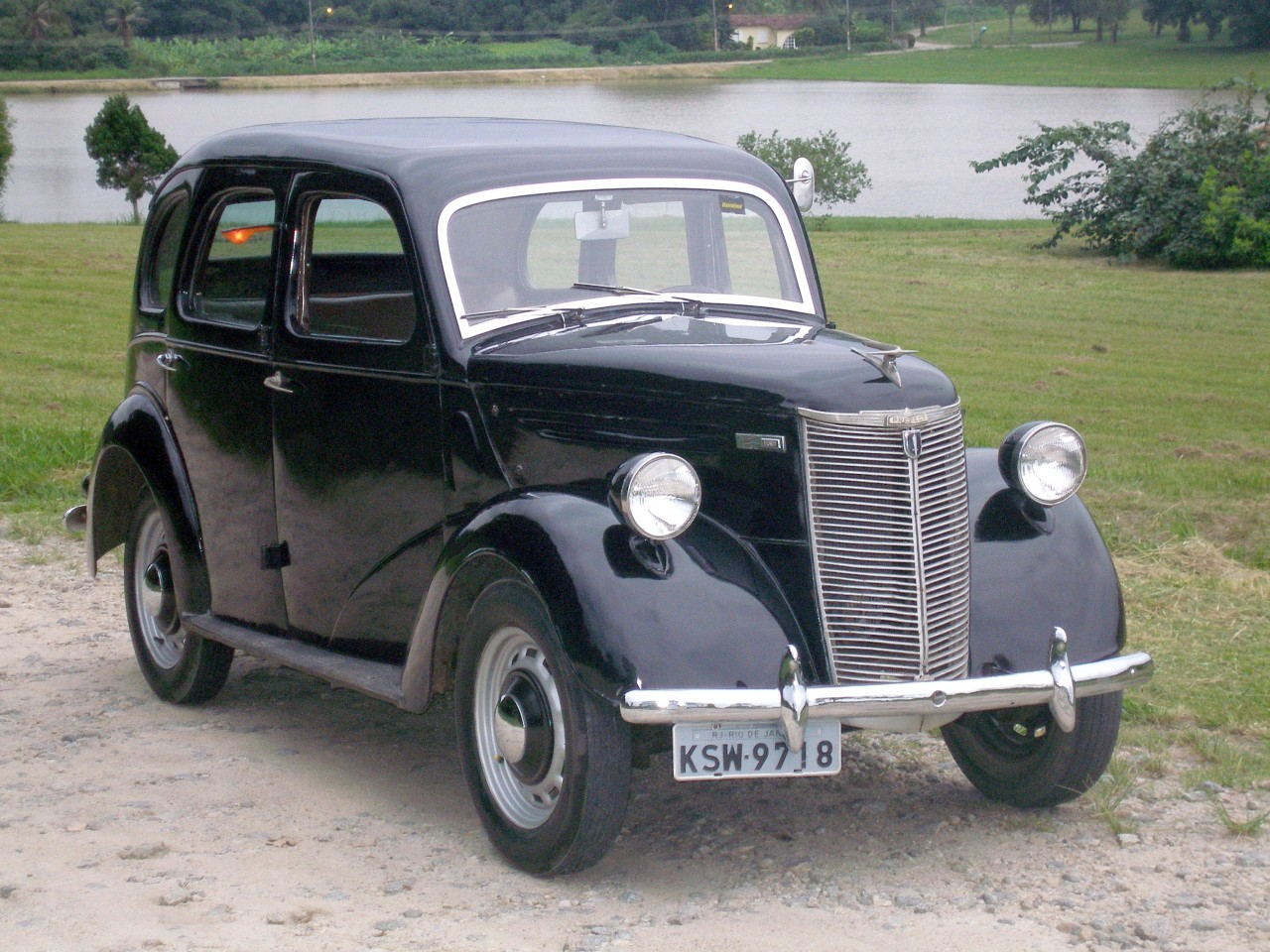
Ford Prefect E93A

Ford Prefect war ein Personenwagenmodell von Ford in Großbritannien. Die Fahrzeuge wurden 1938 eingeführt und in Dagenham, Essex, hergestellt.

## Modellgeschichte

### Prefect E93A und E493A
Der ursprüngliche Ford Prefect war eine Überarbeitung des Ford Model 7W und außerdem der erste Ford, der nicht in Detroit, Michigan, entworfen wurde. Er wurde speziell für den britischen Markt hergestellt. Dieses Modell des Prefect wurde mit wenigen kleinen Änderungen von 1939 bis ins Jahr 1953 produziert, das ursprüngliche Model E93A von 1939 bis 1941 und, nach kriegsbedingter Unterbrechung der Produktion, von 1945 bis 1948 und das leicht modernisierte Model E493A von 1949 bis 1953. Die Karosserien des Prefect lieferte ausnahmslos Briggs Motor Bodies.

### Prefect 100E
Im September 1953 wurde ein komplett überarbeiteter kleiner Ford mit moderner Ponton-Karosserie vorgestellt, der teilweise bis 1959 hergestellt wurde. Es waren die Typen Ford Anglia (Zweitürer) und Ford Prefect (Viertürer), jeweils Model 100E. Eine Billigversion war der Ford Popular Model 103E. Ab 1955 gab es auch noch einen Kombi, der mit der Ausstattung des Prefect 100E als Ford Squire bis 1959 und mit der Ausstattung des Anglia als Ford Escort angeboten wurde.

### Prefect 107E
Als 1959 ein komplett neuer Ford Anglia (105E) erschien, machten der Prefect und der Squire diesen Modellwechsel nicht mehr mit. Stattdessen gab es von 1959 bis 1961 den Prefect 107E, eine geringfügig überarbeitete Version des 100E. 1962 erschien dann als Ablösung des Prefect der Ford Cortina.
Außer in Großbritannien wurden Ford Prefects in Australien, Kanada und Schweden verkauft. Das kanadische Modell hatte Linkslenkung.

## Galerie

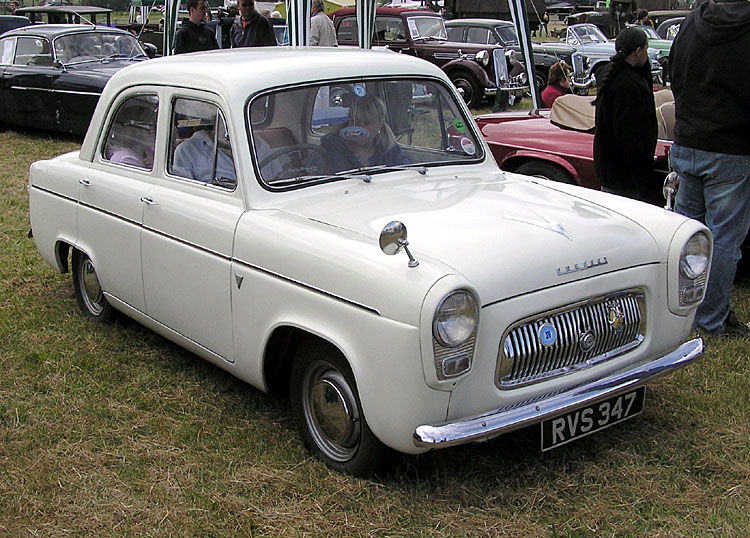
Ford Prefect 100E (1953–1959)
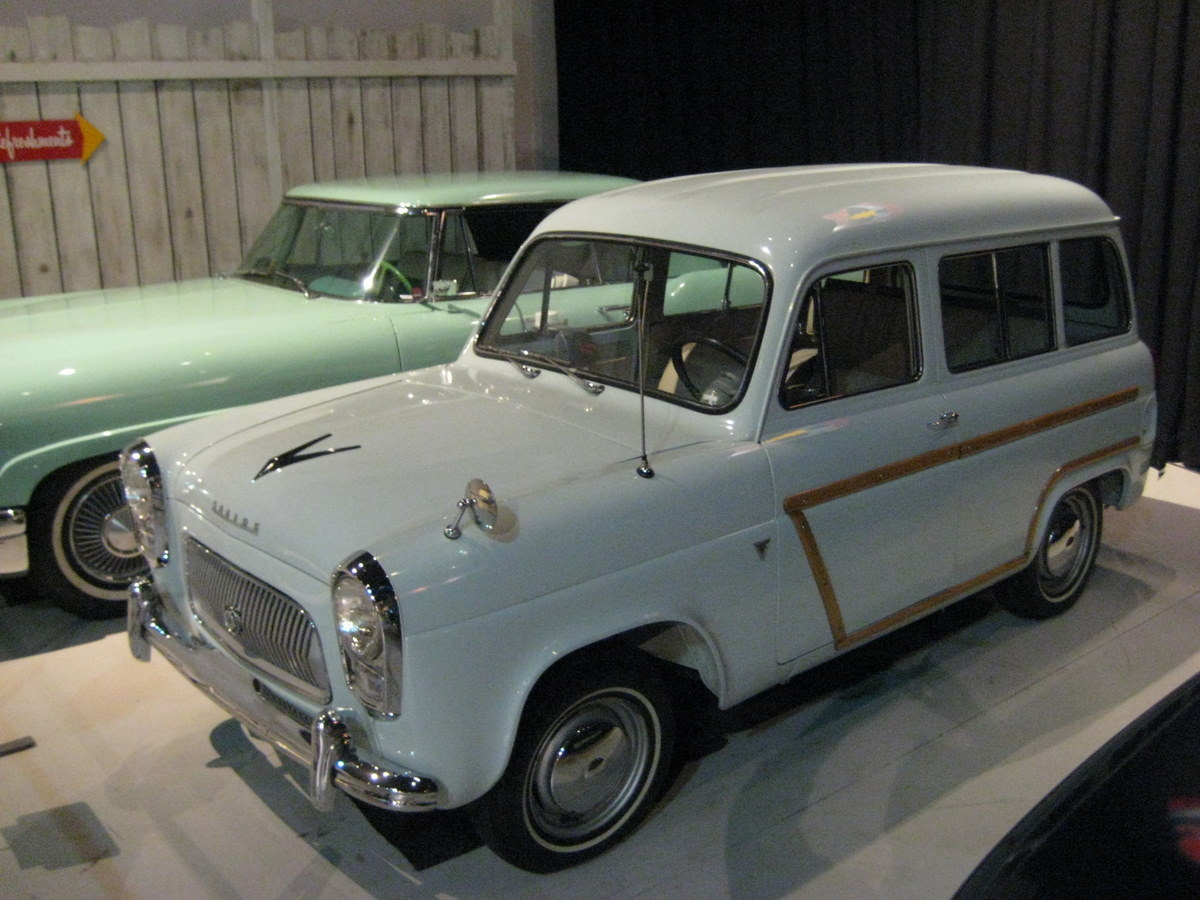
Ford Squire (1955–1959)
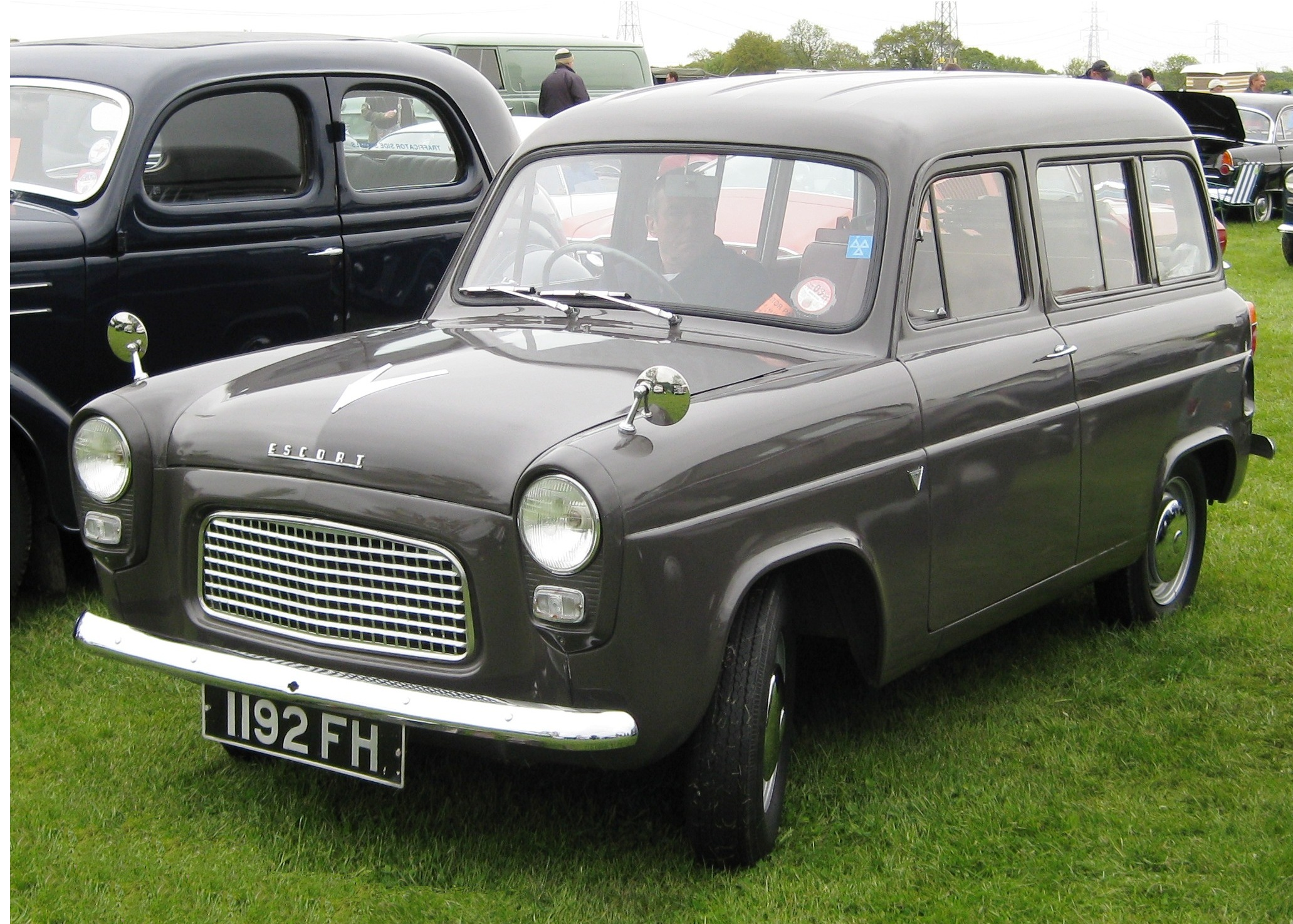
Ford Escort (1955–1961)